# Eau-de-vie de poire du Valais
L'eau-de-vie de poire du Valais, est une eau-de-vie fabriquée à partir de poires Williams dans le canton du Valais en Suisse. Elle est protégée à l'échelle de la Suisse par une appellation d'origine protégée depuis 2001.
Cette eau-de-vie est souvent désignée sous le nom de williamine, bien que celui-ci désigne une marque commerciale d'eau-de-vie de poire du Valais déposée par la distillerie Morand (de la même façon que le nom Ricard sert parfois à désigner le pastis).

## Description
Complètement transparente, l'eau-de-vie de poire du Valais a un gout intense de poire Williams. Sa teneur en alcool est d'au minimum 40%. On trouve cette eau-de-vie conditionnée en bouteilles de 2cl à 1,5 L. La bouteille doit nécessairement faire mention de l'appellation d'origine protégée. Certaines bouteilles peuvent avoir une poire Williams entière à l'intérieur.

## Fabrication
L'eau-de-vie de poire du Valais est fabriquée à partir de poire Williams cultivées en Valais, en Suisse. Après la cueillette, faite à maturité, les poires sont conservées quelques jours dans des caissettes avant d'être broyées. La purée obtenue par le broyage est acidifiée par ajout d'acide phosphorique ou d'acide lactique pour obtenir un pH entre 2,8 et 3,2. Des levures et/ou des enzymes sont alors ajoutées pour démarrer la fermentation. Il est aussi possible d'ajouter des activateurs de levure. La fermentation s'effectue à une température de 15°C à 20°C. Après la fermentation, il est possible d'effectuer un recapage, c'est-à-dire d'ajouter de l'eau acidifiée (jusqu'à 5% du volume total) pour corriger l'acidité. Si le pH à ce stade n'est pas compris entre 2,8 et 3,5, l'eau-de-vie ne pourra pas bénéficier de l'appellation d'origine protégée et devra être vendue comme simple eau-de-vie de poire. La purée de poires fermentée est ensuite distillée. La tête et la queue de distillation (l'alcool produit au début et à la fin de la distillation) sont recueillies à part et redistillées. Les têtes des têtes (c'est-à-dire l'alcool produit au tout début de la distillation) sont jetées. Le degré d'alcool du cœur de distillation doit être au minimum de 60%. Après la distillation, le degré d'alcool est réduit jusqu'à 40° ou 45° en ajoutant de l'eau distillée ou de l'eau de source peu minéralisée. Des édulcorants peuvent être ajoutés à hauteur de 5 grammes par litre d'eau-de-vie. Il est aussi possible de réaliser un assemblage de cuvées de différentes années. L'eau-de-vie de poire du Valais doit être vieillie au minimum 3 mois en cuve avant d'être commercialisée.